# Oppidum de la Quille

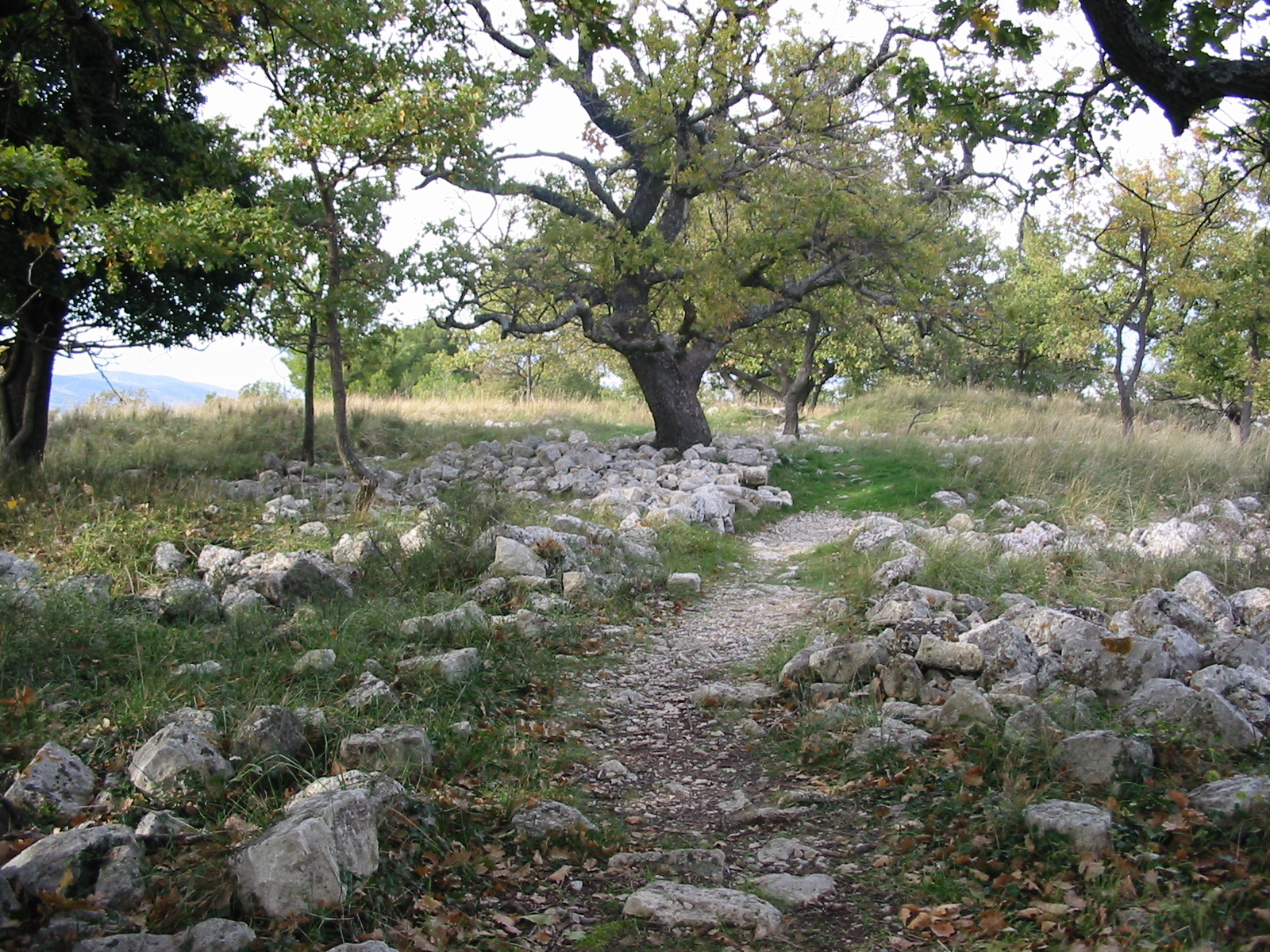
Vestiges de l'oppidum, secteur nord du site de la Quille.

Pour les articles homonymes, voir Quille.
L'oppidum de la Quille (La Quilho en provençal) est un oppidum du second Âge du fer situé sur la commune du Puy-Sainte-Réparade (Bouches-du-Rhône).
Situé à une altitude de 454 m sur la colline du Puech, l'oppidum de la Quille domine la plaine de la Durance et le village du Puy-Sainte-Réparade au nord, ce qui assure à la place forte un emplacement stratégique. Il s'étend sur 1,8 ha. La surface du plateau est occupée ainsi qu'une partie des versants. Daté de l'époque de la Tène (du IVe au Ier siècle av. J.-C.), il a été réoccupé au Moyen Âge, période où le rempart a été réaménagé.

## Fouilles du site
L'oppidum est mentionné pour la première en 1907 par l'archéologue Ivan Pranishnikoff qui y découvre des tuiles romaines et des poteries celtiques. Des fouilles ultérieures permettent de révéler la présence d'un rempart long de 25 mètres et haut de 3 mètres maximum sur le versant est.

## Éléments du site
- La Quilho (« La Quille[4] ») désigne une tour médiévale construite au sommet de la colline du Puech. Cette tour était en bon état au début du XXe siècle. Mais le séisme de 1909 en Provence lui causa d'importants dégâts. De plus, le 29 avril 1980, la foudre s'abat sur la tour qui s'écroule[5]. Avec l'aide du Conseil général des Bouches-du-Rhône, la Quilho est reconstruite en août 1994[2].
- La source de Gacharelle. Une source est captée au niveau du rempart ouest. Elle est aujourd'hui localisée dans une grotte fermée par une grille[6].

## Galerie

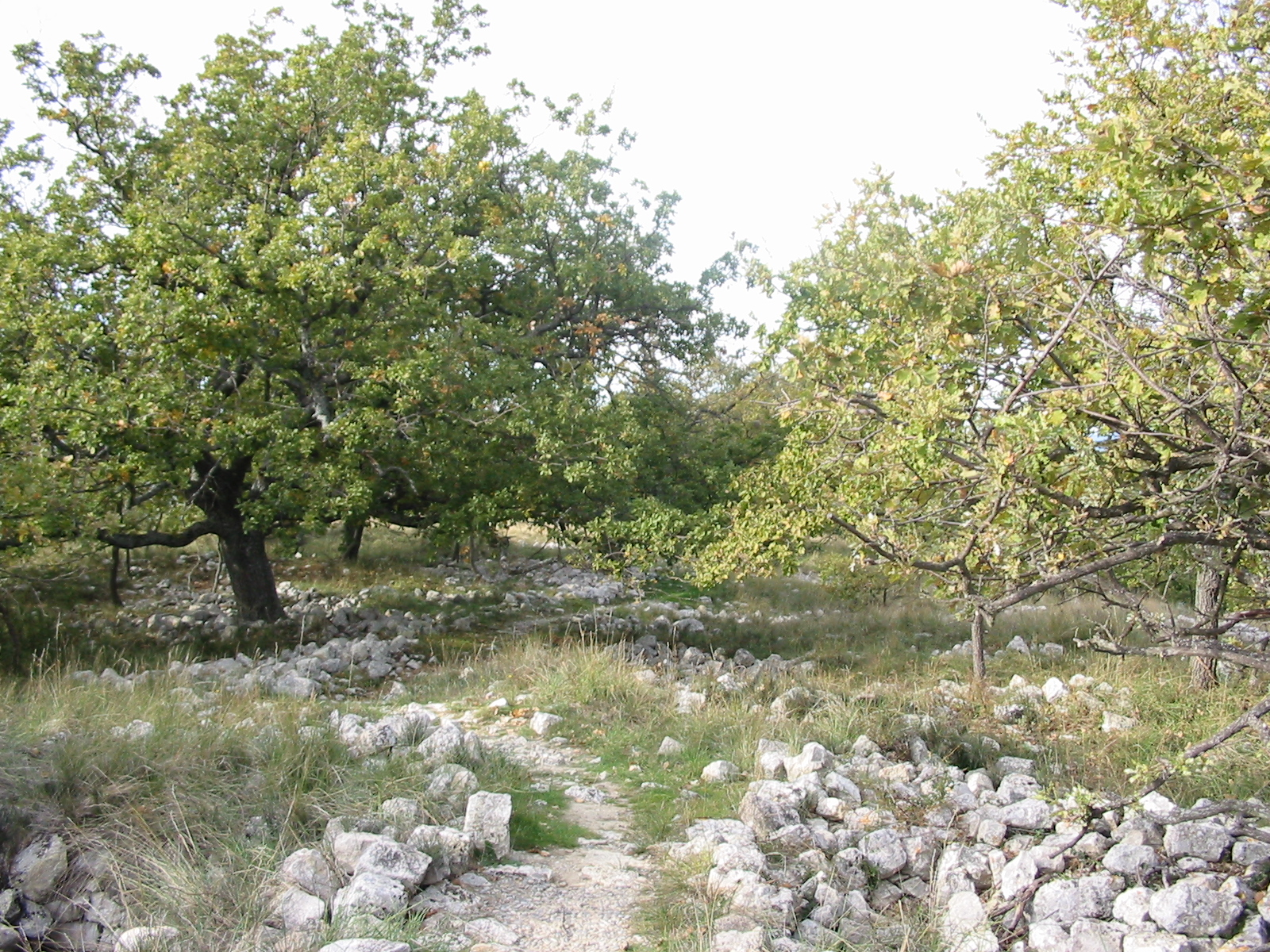
Vue générale des habitations.
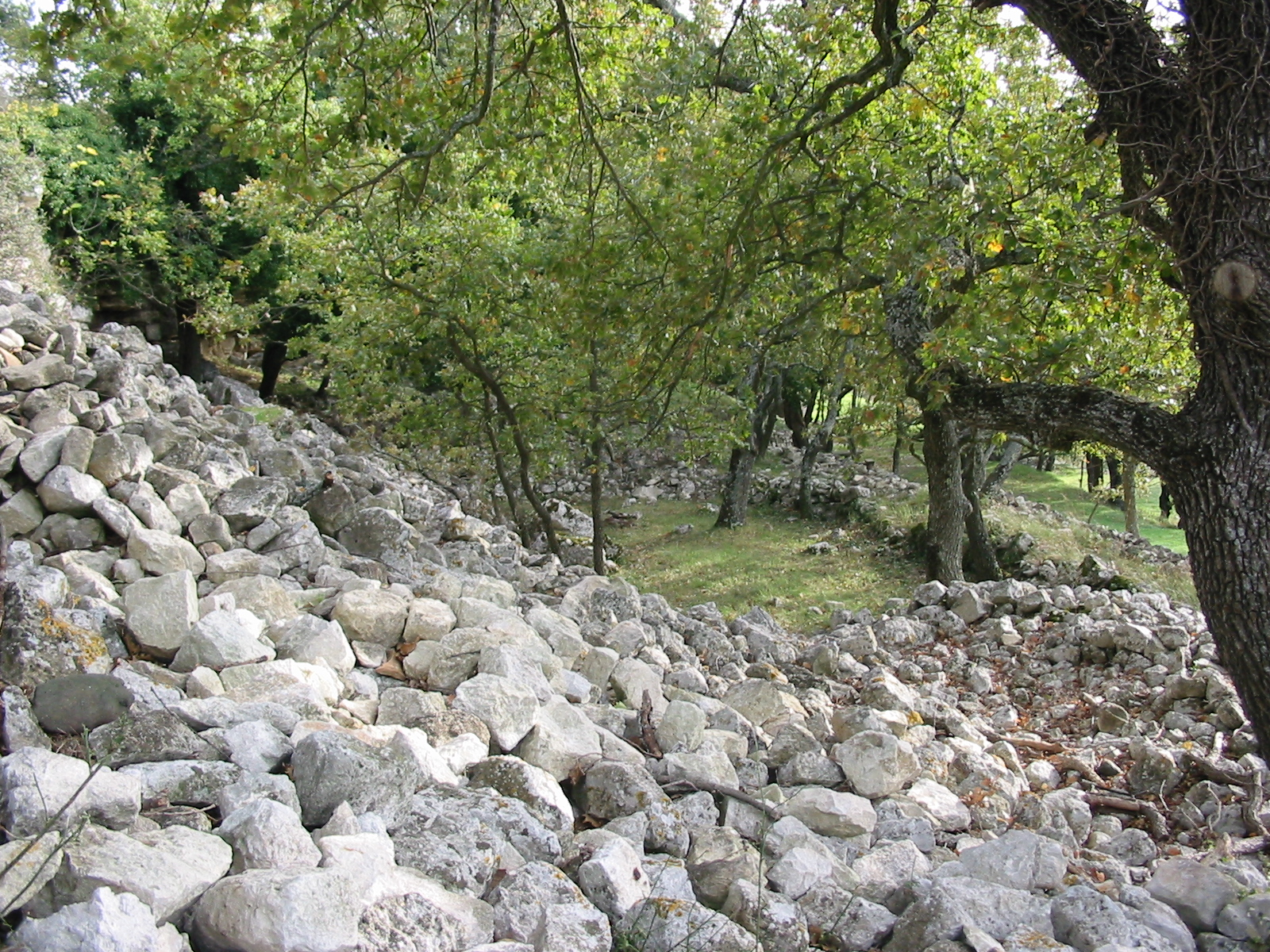
Vestiges du rempart.
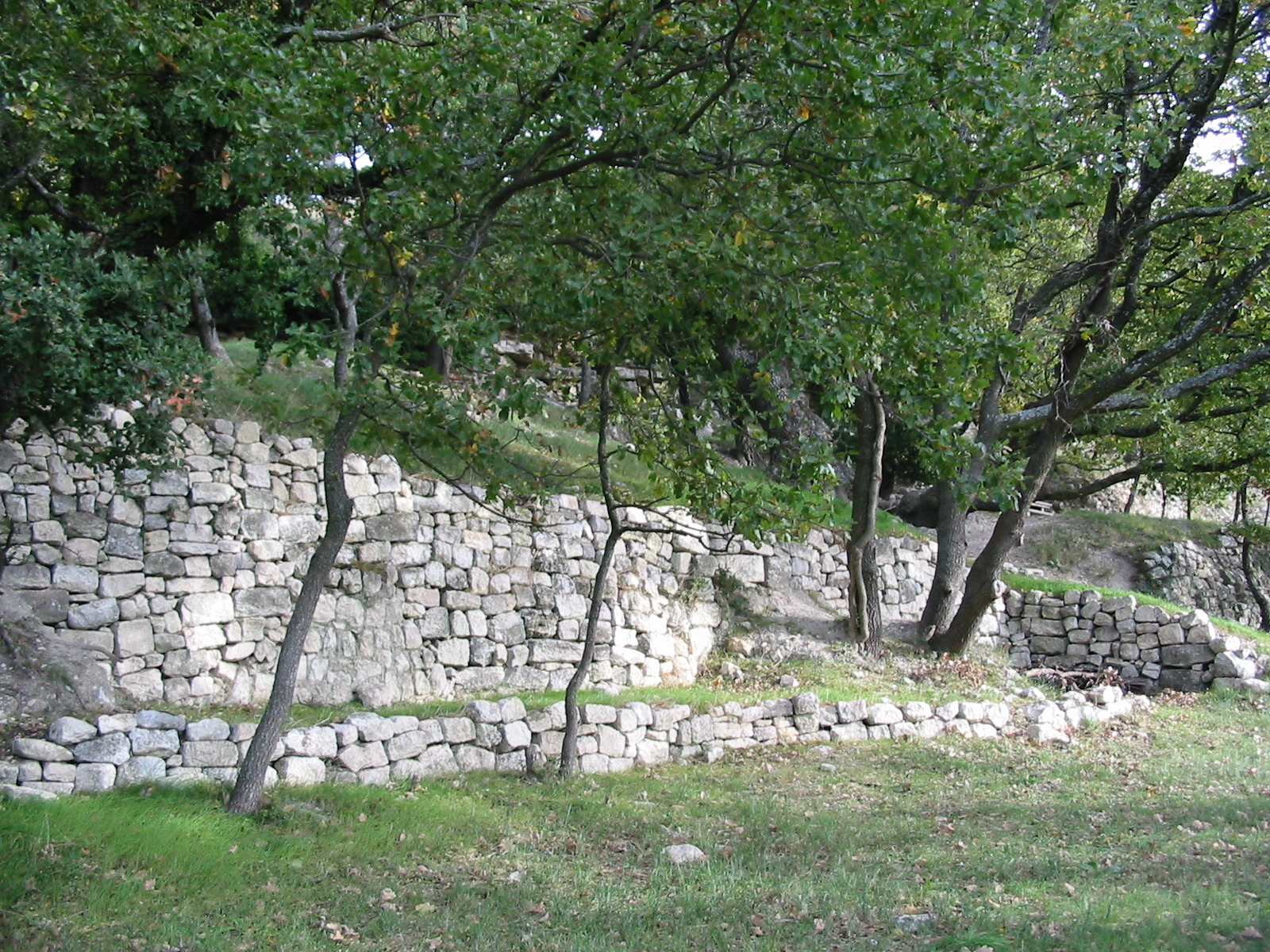
Le rempart restauré (zone ouest du site).
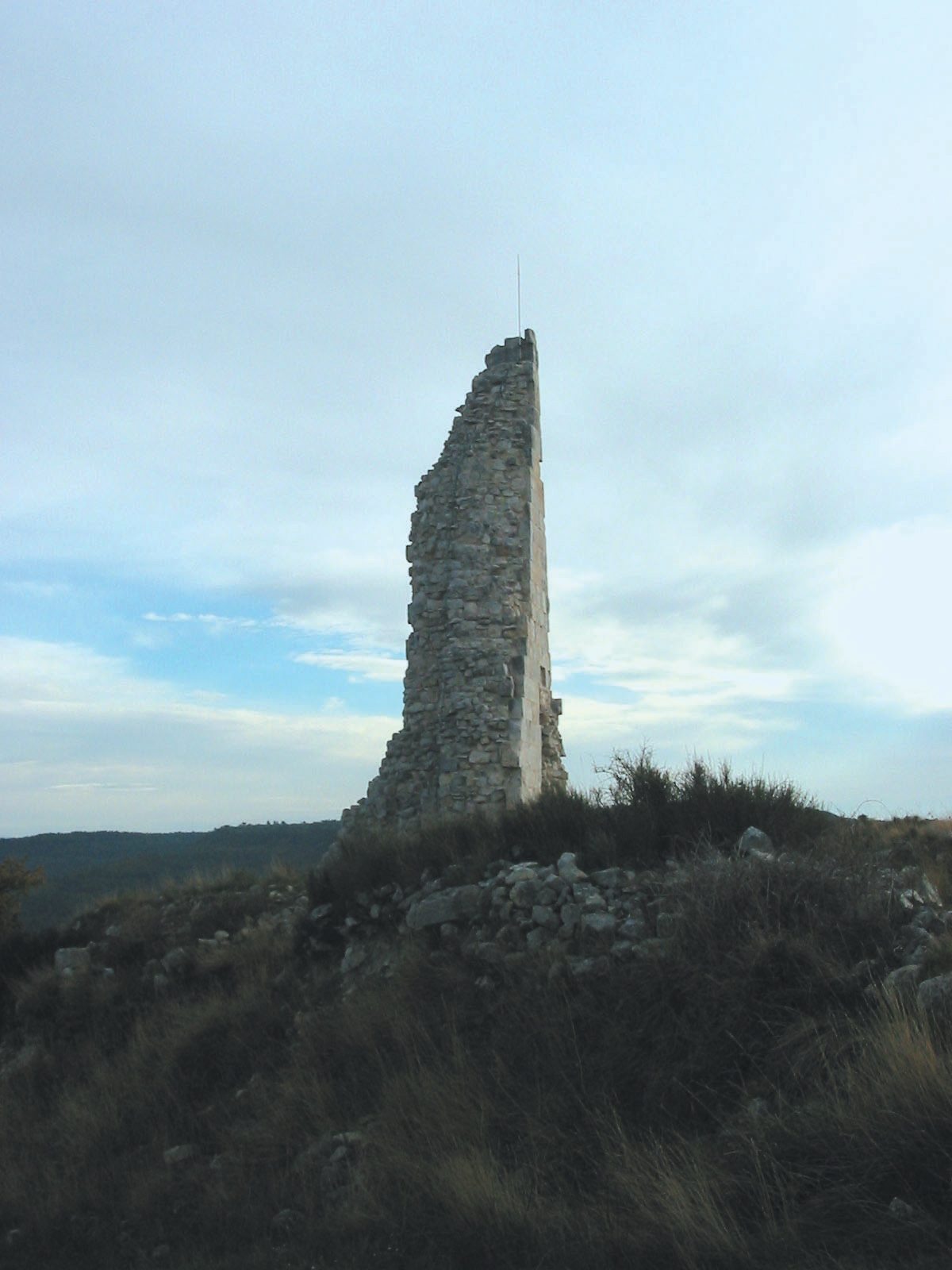
La Quilho, tour médiévale à l'entrée est du site.